# Racine carrée de six

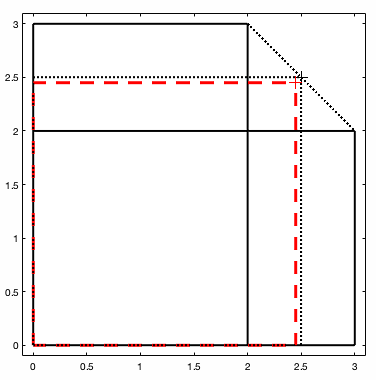
Rectangles d'aire 6, comprenant ceux de côtés 2x3 et 3x2 (en noir), un carré de côté "moyenne géométrique de 2 et 3", soit racine carrée de 6 (pointillés rouges), et un carré de côté "moyenne arithmétique de 2 et 3" (pointillés noirs) d'aire 6,25

En mathématiques, la racine carrée de six, notée  √6 ou 61/2, est un nombre réel remarquable ; c'est l'unique réel positif dont le carré est égal à 6. Il vaut approximativement 2,45.
6 étant le produit de 2 et 3, la racine carrée de 6 est la moyenne géométrique de 2 et 3, et le produit de la racine carrée de 2 et de la racine carrée de 3.
C'est un nombre algébrique irrationnel, un irrationnel quadratique et un entier quadratique (entier algébrique de degré 2).

## Approximations rationnelles

### Développement décimal
Les soixante premiers chiffres du développement décimal de √6 sont :
2,44948974278317809819728407470589139196594748065667012843269.... , voir la suite A010464 de l'OEIS.
√6 peut être arrondi à 2,45 avec une précision d'environ 99,98 %  (différant de la valeur correcte d'environ1/2 000). Il faut deux décimales supplémentaires (2,4495) pour réduire l’erreur d’environ moitié. L'approximation 218/89 (≈ 2,449438...) est presque dix fois meilleure : bien qu'elle ait un dénominateur égal seulement à 89, elle diffère de la valeur correcte de moins de 1/20 000.
La NASA a publié plus d'un million de chiffres décimaux de la racine carrée de six.

### Développements en fraction continue et applications
La méthode de Bombelli utilisant pour {\displaystyle a>0} la relation {\displaystyle {\sqrt {6}}=a+{\frac {6-a^{2}}{a+{\sqrt {6}}}}} permet d'obtenir le développement en fraction continue généralisée suivant : {\displaystyle {\sqrt {6}}=\ a+{\frac {6-a^{2}}{2a+{\frac {6-a^{2}}{2a+{\frac {6-a^{2}}{2a+\ldots }}}}}}=1+{\frac {6-a^{2}\mid }{\mid 2a}}+{\frac {6-a^{2}\mid }{\mid 2a}}+\cdots }
Prenant {\displaystyle a=2}, on obtient :
{\displaystyle {\sqrt {6}}=\ 2+{\frac {2}{4+{\frac {2}{4+{\frac {2}{4+{\frac {2}{4+\ldots }}}}}}}}=1+{\frac {2\mid }{\mid 4}}+{\frac {2\mid }{\mid 4}}+\cdots }.
En simplifiant par 2 un étage sur deux on obtient le développement en fraction continue simple de √6  :
{\displaystyle {\sqrt {6}}=[2,{\overline {2,4}}]=2+{\cfrac {1}{2+{\cfrac {1}{4+{\cfrac {1}{2+{\cfrac {1}{4+\dots }}}}}}}}.} voir la suite A040003 de l'OEIS.
Ce développement est périodique (période de longueur 2) comme pour tout irrationnel quadratique (irrationnel solution d'une équation de degré 2 à coefficients entiers), et le théorème de Legendre est bien vérifié.
Les huit premières réduites communes à ces deux développements sont :{\displaystyle u_{0}={\frac {2}{1}},u_{1}={\frac {5}{2}},{\frac {22}{9}},u_{3}={\frac {49}{20}},{\frac {218}{89}},{\frac {485}{198}},{\frac {2158}{881}},u_{7}={\frac {4801}{1960}}}.
Comme pour toute fraction continue d’un nombre irrationnel, elles constituent les meilleures approximations de √6 .
Elles forment la suite {\displaystyle (u_{n})}, récurrente homographique, définie par : {\displaystyle \ u_{0}=2,\ u_{n+1}=2+{\frac {2}{2+u_{n}}}={\frac {2u_{n}+6}{u_{n}+2}}}.
Les deux sous-suites {\displaystyle (u_{2n}){\text{ et }}(u_{2n+1})} sont adjacentes de limite {\displaystyle {\sqrt {6}}} et l'on a {\displaystyle u_{2n}<{\sqrt {6}}<u_{2n+1}}.
Le rationnel {\displaystyle u_{n}} est égal à {\displaystyle {\frac {a_{n}}{b_{n}}}} où {\displaystyle a_{n},b_{n}} sont les entiers définis par {\displaystyle (2+{\sqrt {6}})^{n+1}=a_{n}+b_{n}{\sqrt {6}}} ; les suites, {\displaystyle (a_{n}),(b_{n})} sont définies par {\displaystyle a_{0}=2,b_{0}=1,{\begin{cases}a_{n+1}=2a_{n}+6b_{n}\\b_{n+1}=a_{n}+2b_{n}\end{cases}}}.
On en déduit l'expression explicite :
- {\displaystyle \forall \ n\geqslant 0,\ u_{n}={\sqrt {6}}{\frac {(2+{\sqrt {6}})^{n+1}+(2-{\sqrt {6}})^{n+1}}{(2+{\sqrt {6}})^{n+1}-(2-{\sqrt {6}})^{n+1}}}}

Les numérateurs réduits des {\displaystyle u_{n}} sont successivement égaux à 2, 5, 22, 49, 218, 485, 2158, 4801, 21362, 47525, 211462, … (suite A041006 de l'OEIS)  , soit {\displaystyle a'_{n}={\frac {a_{n}}{2^{\left\lfloor {\frac {n+1}{2}}\right\rfloor }}}}, 
et leurs dénominateurs réduits 1, 2, 9, 20, 89, 198, 881, 1960, 8721, 19402, 86329, … (suite A041007 de l'OEIS) ,  soit {\displaystyle b'_{n}={\frac {b_{n}}{2^{\left\lfloor {\frac {n+1}{2}}\right\rfloor }}}}.
Comme {\displaystyle a_{n}^{2}-6b_{n}^{2}=(-2)^{n+1}}. Les {\displaystyle (a'_{n},b'_{n})} fournissent alternativement des solutions aux équations de Pell-Fermat :
{\displaystyle x^{2}-6y^{2}=-2\quad \mathrm {and} \quad x^{2}-6y^{2}=1}.
La méthode de Bombelli pour {\displaystyle a=3} conduit cette fois à la fraction continue généralisée : {\displaystyle {\sqrt {6}}=\ 3-{\frac {3}{6-{\frac {3}{6-{\frac {3}{6-{\frac {3}{6-\ddots }}}}}}}}} qui se simplifie en {\displaystyle {\sqrt {6}}=\ 3-{\frac {1}{2-{\frac {1}{6-{\frac {1}{2-{\frac {1}{6-\ddots }}}}}}}}=[3,{\overline {-2,6}}]}.

### Méthode de Héron et de Halley
Par la méthode de héron, √6 est la limite de la suite définie par x0 = a > 0 et  xn+1 = 1/2(xn + 6/xn) qui converge quadratiquement (nombre de décimales exactes doublant approximativement à chaque pas).
On obtient pour {\displaystyle a=2} :
{\displaystyle x_{0}=2,\quad x_{1}={\frac {5}{2}}=2,5,\quad x_{2}={\frac {49}{20}}=2,45,\quad x_{3}={\frac {4801}{1960}}=2,449489796...,\quad x_{4}={\frac {46099201}{18819920}}=2,449489742783179...,\quad \dots }
Les numérateurs de cette suite forment la suite A244014 de l'OEIS, et ses dénominateurs la suite A244015 de l'OEIS.
La suite {\displaystyle (x_{n})} est une sous-suite de la suite {\displaystyle (u_{n})} des réduites de la fraction continue de √6. Plus précisément : {\displaystyle x_{n}=u_{(2^{n}-1)}},.
La méthode de Halley, utilisant la relation de récurrence :{\displaystyle y_{n+1}=y_{n}{\frac {{y_{n}}^{2}+18}{3{y_{n}}^{2}+6}}\,,}triple approximativement le nombre de décimales exactes à chaque pas.
On obtient pour {\displaystyle y_{0}=2} :
{\displaystyle \quad y_{1}={\frac {22}{9}}=u_{2}=2,44...,\quad y_{2}={\frac {21362}{8721}}=u_{8}=2,4494897...,\quad \dots }
La suite {\displaystyle (y_{n})} est une sous-suite de la suite {\displaystyle (u_{n})}. Plus précisément : {\displaystyle y_{n}=u_{(3^{n}-1)}}.

## En géométrie

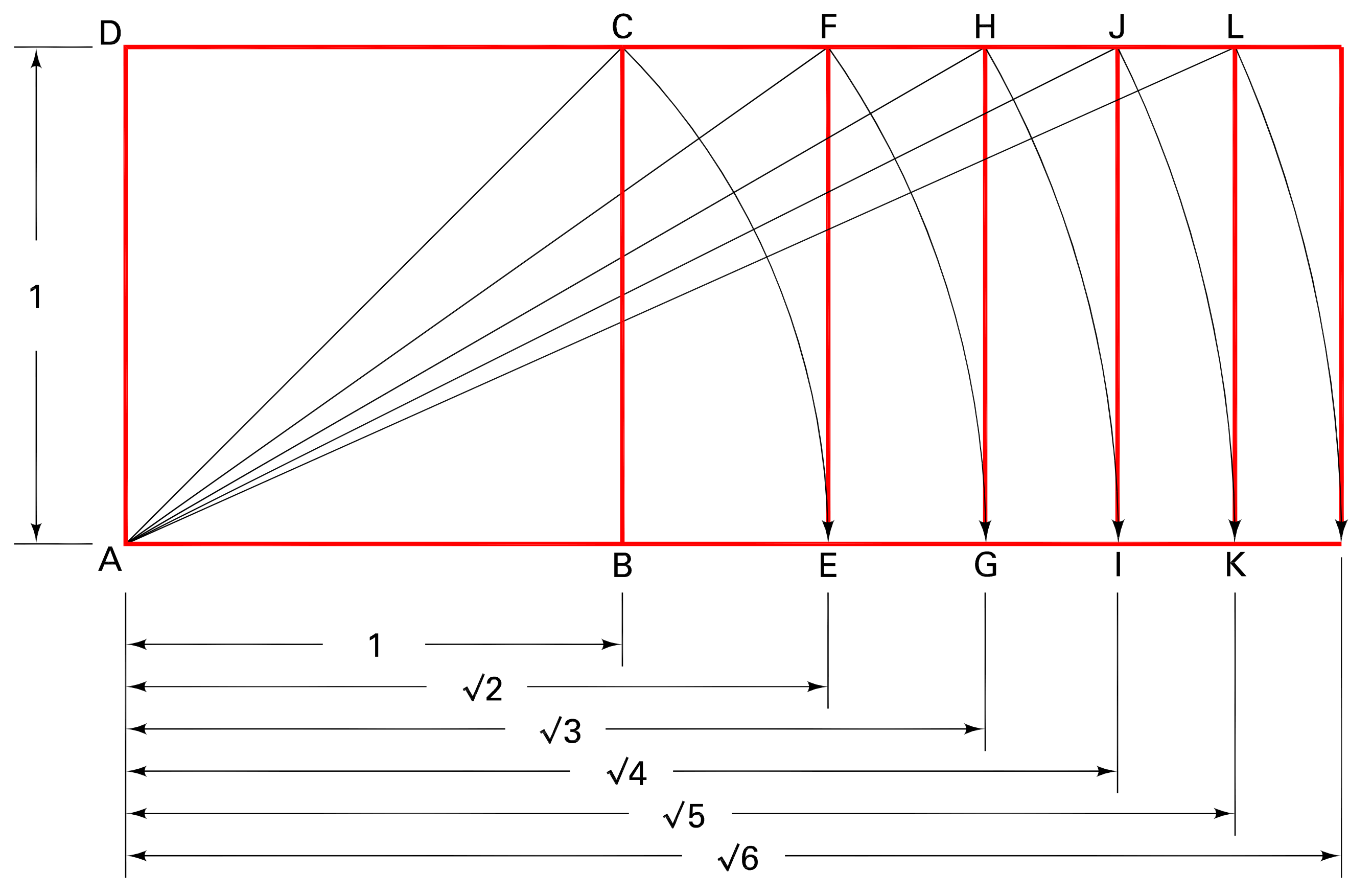
Illustration d'une construction de la racine carrée de 6.

En géométrie plane, la racine carrée de 6 peut être construite via une suite de rectangles dynamiques, comme illustré à droite ,,..

En géométrie dans l'espace, la racine carrée de 6 apparaît comme la plus grande distance entre les sommets du double cube, comme illustré à gauche. Les racines carrées de tous les entiers naturels inférieurs apparaissent comme les distances entre les autres paires de sommets du double cube (y compris les sommets des deux cubes inclus).

La longueur du côté d'un cube dont la surface extérieure est égale à 1 vaut {\displaystyle {\frac {\sqrt {6}}{6}}={\frac {1}{\sqrt {6}}}}. Les longueurs des arêtes d'un tétraèdre régulier (t), d'un octaèdre régulier (o) et d'un cube (c) de surfaces totales égales satisfont  {\displaystyle {\frac {t\cdot o}{c^{2}}}={\sqrt {6}}}.

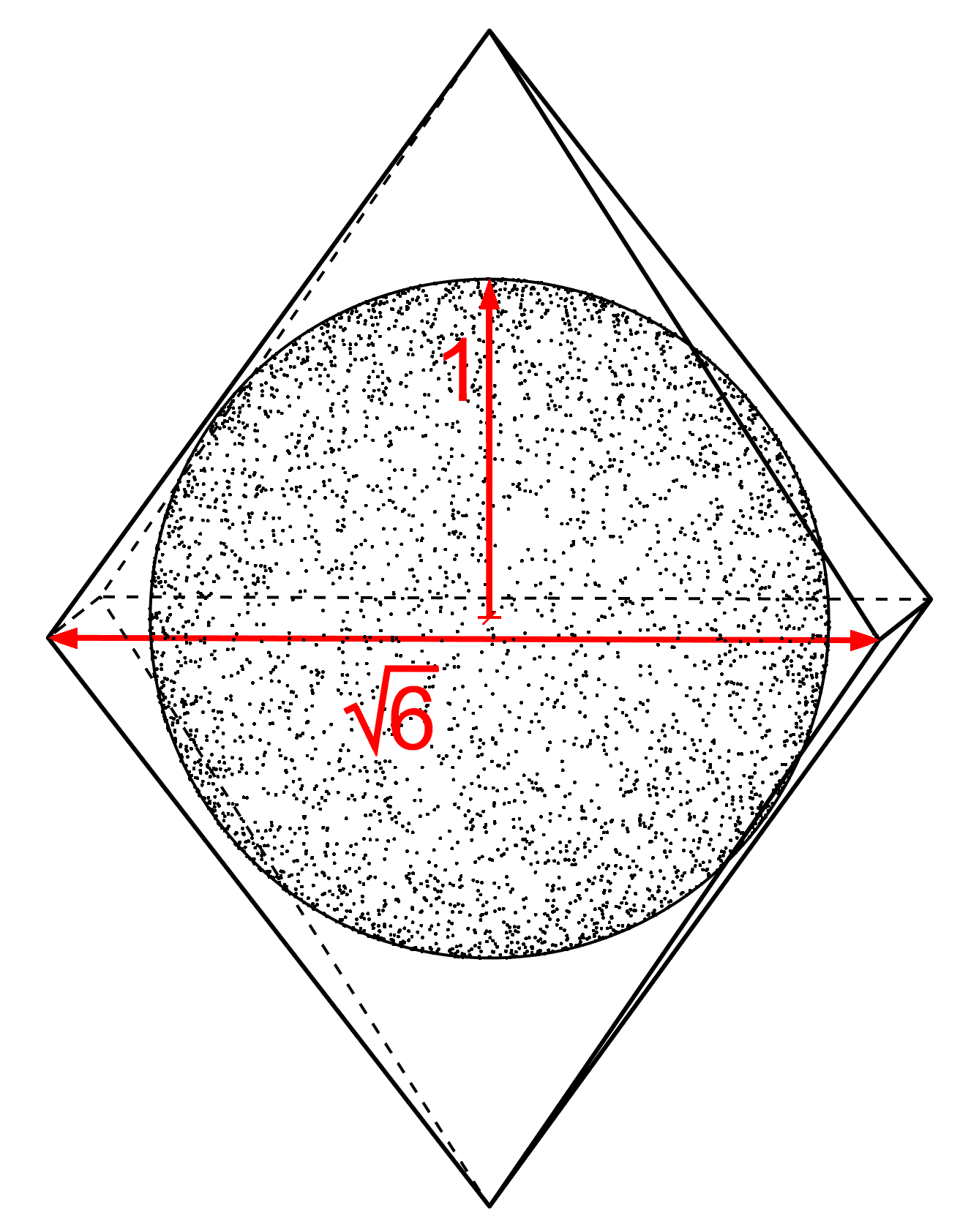
Un octaèdre régulier avec sa sphère inscrite, illustrant le rapport égal à racine carrée de 6 entre la longueur d'une arête et le rayon.

La longueur de l'arête d'un octaèdre régulier est égale à la racine carrée de 6 fois le rayon de la sphère inscrite (c'est-à-dire la distance entre le centre du solide et le centre de chaque face).

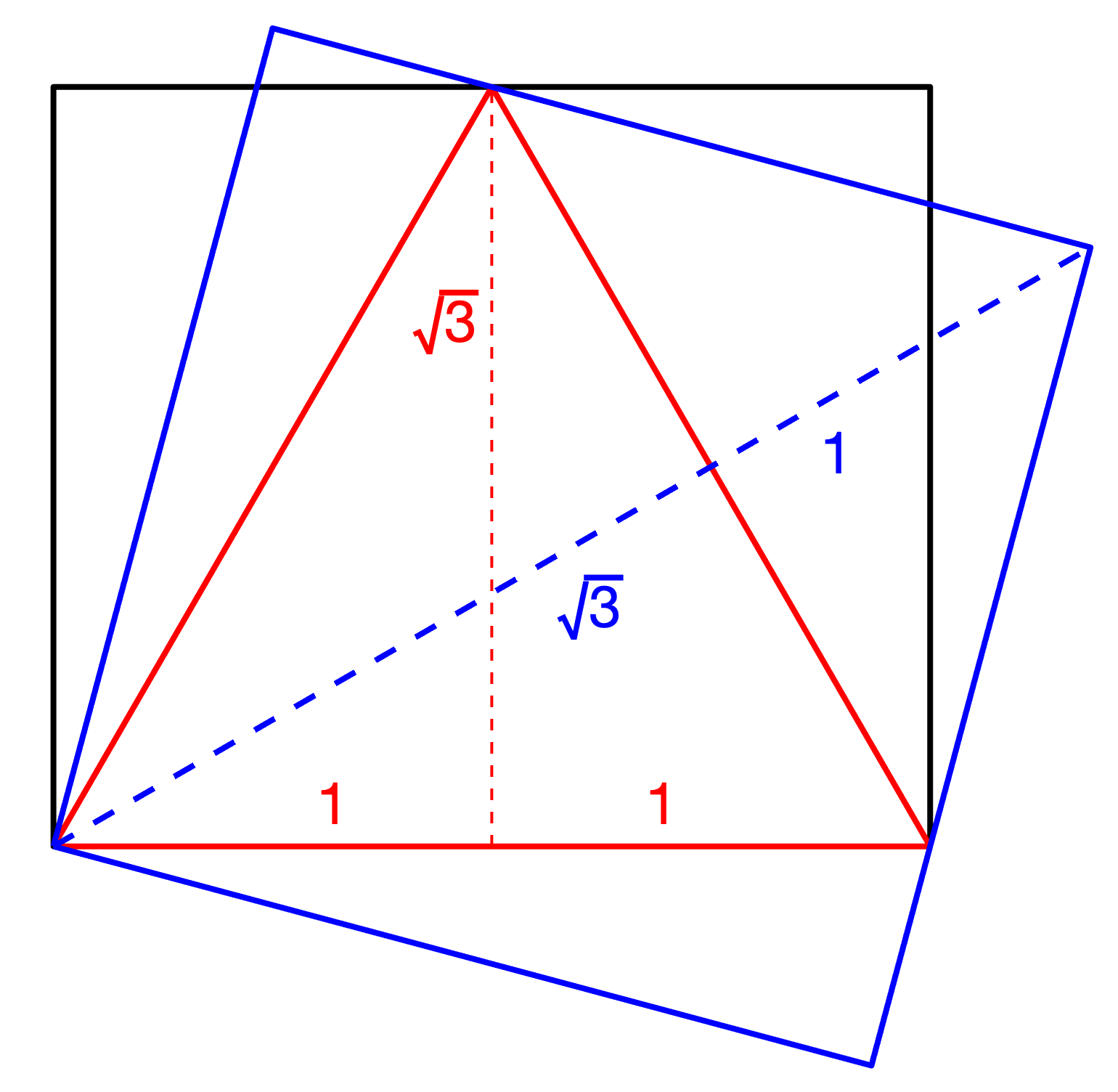
Un triangle équilatéral avec un rectangle circonscrit et un carré circnscrit ; le côté du carré vaut, et la diagonale du rectangle racine carrée de 7.

La racine carrée de 6 apparaît dans divers autres contextes géométriques, comme la longueur du côté {\displaystyle {\frac {{\sqrt {6}}+{\sqrt {2}}}{2}}}du carré circonscrit à un triangle équilatéral de côté 2 (voir figure à gauche).

## Trigonométrie
La racine carrée de 6, conjointement avec la racine carrée de 2 ajoutée ou soustraite, apparaît dans plusieurs valeurs trigonométriques exactes pour des angles multiples de 15 degrés (π/12 radians) :

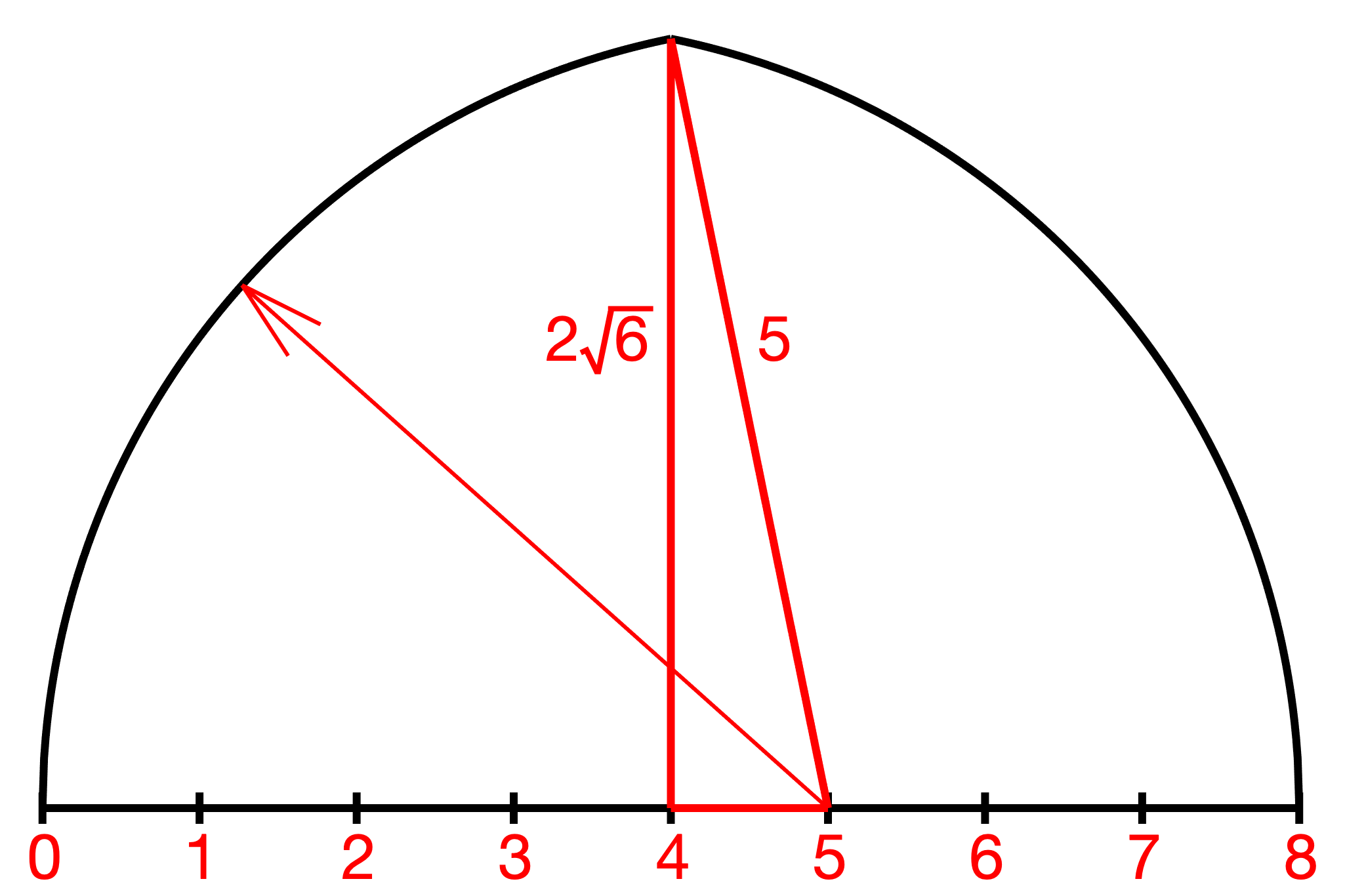
Arc en cinquième point du XIIIe siècle, selon l'interprétation de Branner en 1960 (Paris, Bibliothèque nationale de France, MS Fr 19093) de l'artiste picard du XIIIe siècle Villard de Honnecourt.

| radians                             | degrés                      | sin                                                  | cos                                                  |
| ----------------------------------- | --------------------------- | ---------------------------------------------------- | ---------------------------------------------------- |
| {\displaystyle {\frac {\pi }{12}}}  | {\displaystyle 15^{\circ }} | {\displaystyle {\frac {{\sqrt {6}}-{\sqrt {2}}}{4}}} | {\displaystyle {\frac {{\sqrt {6}}+{\sqrt {2}}}{4}}} |
| {\displaystyle {\frac {5\pi }{12}}} | {\displaystyle 75^{\circ }} | {\displaystyle {\frac {{\sqrt {6}}+{\sqrt {2}}}{4}}} | {\displaystyle {\frac {{\sqrt {6}}-{\sqrt {2}}}{4}}} |

## Dans la culture
La construction du XIIIe siècle par Villard de Honnecourt d'un « arc en cinquième point » gothique avec des arcs de cercle de rayon 5 a une hauteur égale à deux fois la racine carrée de 6, comme illustré ici,.